# NK Vitez
El NK Vitez es un club de fútbol de Bosnia-Herzegovina, ubicado en la ciudad de Vitez. Participa en la FBiH, segunda division de fútbol en Bosnia-Herzegovina. La palabra Vitez significa caballero.
Su escudo lleva una espada delante de una pelota de fútbol, además del año de fundación.

## Historia
El club se estableció después de la Segunda Guerra Mundial en 1947 y a lo largo de su historia ha usado diferentes nombres.
Fue fundado bajo el nombre de Radnik. Después fue cambiado a Sloga, pero desde 1954 tiene el nombre de Vitez. También usó el nombre de su patrocinador a lo largo del nombre del club: en 2004 se llamó NK FIS Vitez y en 2009 NK Ecos Vitez
En la temporada 2012/13 logró el ascenso a la Premijer Liga, después de ganar el título de la Primera Liga de Bosnia y Herzegovina.

## Estadio
El NK Vitez juega como local en el Gradski Stadion, en la ciudad de Vitez, que cuenta con una capacidad de 3 000 espectadores.

## Palmarés
- Primera Liga de Bosnia y Herzegovina: 1
  - 2012/13